# Miroslav Gavalec
Miroslav Gavalec (* 1961 in Gottwaldov, Tschechoslowakei) ist ein slowakischer Jurist und Richter am Europäischen Gerichtshof.

## Leben und Wirken
Gavalec studierte zunächst Maschinenbau im Bereich thermische Maschinen und nukleare Anlagen an der Polytechnischen Universität Prag und erwarb hier einen Ingenieursabschluss. Anschließend arbeitete er von 1986 bis 1991 als Maschinenbauingenieur im Kernenergiesektor. 1990 nahm er ein weiteres Studium der Rechtswissenschaften an der Comenius-Universität Bratislava auf, das er 1995 abschloss. Nach einer Tätigkeit als Rechtsanwalt trat Gavalec 2001 in den slowakischen Justizdienst ein und wurde zunächst als Handels-, Familien- und Verwaltungsrichter am Bezirksgericht Bratislava III eingesetzt. 2005 wechselte er an das Oberste slowakische Gericht in die dortige Abteilung für Verwaltungssachen. 2009 wurde er Vorsitzender der Ersten Kammer dieser Abteilung. Ein Jahr später wurde Gavalec von der Comenius-Universität Bratislava zum Dr. iur. promoviert.
Von 2005 bis 2014 lehrte Gavalec zudem am Institut für Wirtschafts- und Verwaltungswissenschaften und an den Instituten für Verwaltungsrecht und für Privatrecht der Paneuropäischen Hochschule.
Am 7. Oktober 2021 wurde Gavalec zum Richter am Europäischen Gerichtshof ernannt.